# Thamnodynastes duida
Thamnodynastes duida là một loài rắn trong họ Rắn nước. Loài này được Myers & Donnelly miêu tả khoa học đầu tiên năm 1996.